# Obredi Džova
Obredi Džova (kitajsko 周禮) z izvirnim naslovon Uradniki Džova (kitajsko 周官, Zhouguan) je kitajsko delo o birokraciji in organizacijski teoriji. Naslov je preimenoval Liu Šin, da bi se razlikoval od poglavja v Knjigi zgodovine Džova z istim imenom. Obredi Džova so skupaj s Knjigo obredov in Knjigo bontona in obredov postali eno od treh starodavnih obrednih besedil (Trije obredi), navedenih med klasiki konfucijanstva. 
V primerjavi z drugimi tovrstnimi obredniki vladar, četudi je modrec, ne ustvarja države, temveč le organizira birokracijo. Knjiga Obredi Džova ni mogla biti sestavljena v času Zahodnega Džova in je verjetno temeljila na družbah iz obdobja vojskujočih se držav. Michael Puett in Mark Edward Lewis primerjata sistem dolžnosti in činov s Šang Jangovim legalizmom.

## Avtorstvo
Knjiga se je pojavila sredi 2. stoletja pr. n. št., ko je bila najdena in vključena v zbirko starih besedil v knjižnici princa Liu Deja (劉德, u. 130 pr. n. št.), mlajšega brata cesarja Han Vuja.  Prvi urednik knjige  je bil Liu Šin (okoli 50 pr. n. št. – 23 n. št.), ki jo je pripisal vojvodi Džovu.  
Knjiga obredov je dobila v 12. stoletju posebno priznanje, ko so jo uvrstili med Pet klasikov kot nadomestilo za dolgo izgubljeno šesto delo Klasika glasbe.   
V poznem 19. in zgodnjem 20. stoletju so na knjigo pogosto gledali kot na ponaredek. Nekaj poznavalcev še naprej vztraja, da je nastala v Zahodnem Džovu, večina pa jo umešča približno v 3. stoletje pr. n. št. Ju Jingši zagovarja mnenje, da je bila napisana v poznem obdobju vojskujočih se držav. Njegova trditev temelji na primerjavi naslovov v besedilu z ohranjenimi bronastimi napisi in poznavanju koledarja, impliciranem v delu. V tem pogledu se beseda "Džov" v naslovu ne nanaša na Zahodni Džov, temveč na kraljevo državo Džov vojskujočih se držav. Država je bila majhna in pod neposredno kraljevo oblastjo.

## Vsebina
Knjiga je razdeljena na šest poglavij:
1. Uradi v nebesih (天官冢宰); splošno o upravljanju
2. Uradi na zemlji (地官司徒); davki in delitev zemlje
3. Uradi pomladi (春官宗伯); izobraževanje, socialne in verske ustanove
4. Uradi poletja (夏官司馬); vojska
5. Uradi jeseni  (秋官司寇); sodstvo
6. Uradi zime (冬官考工記); prebivalstvo, ozemlje in kmetijstvo

Delo je sestavljeno v glavnem iz shematičnih seznamov birokratov dinastije Džov, ki navajajo, kakšna je funkcija vsakega urada in kdo ga lahko zaseda. Mehanično naštevanje je včasih  prekinjeno s filozofsko razlago o tem, kako določena služba prispeva k družbeni harmoniji in uveljavlja univerzalni red.  
Delitev poglavij sledi šestim oddelkom vlade dinastije Džov. Birokrati znotraj urada so bili razvrščeni v pet razredov: minister (čing, 卿), svetnik (da fu, 大夫), višji uradnik (šang ši, 上士), srednji uradnik (džong ši, 中士) in nižji uradnik (šja ši, 下士). Minister je bil samo po eden, drugi štirje položaji pa so imeli več nosilcev, zadolženih za specifična področja. 
Razen bontona in slovesnosti vsebujejo Obredi Džova eno najzgodnejših omemb treh poslušnosti in štirih vrlin ter nabor načel, namenjenih izključno ženskam, ki so tvorila osrednji del izobraževanja žensk v času Džova.